# Hemipristis serra
Hemipristis serra es una especie extinta de tiburón de la familia hemigaleidae que existió durante el mioceno. Fue descrito por Louis Agassiz en 1843. Pertenecía al género hemipristis.
Mientras que el tiburón de dientes caídos de hoy en día, el  hemipristis elongata, no es muy grande ni peligroso, el hemipristis serra, que vivió en el océano Atlántico durante el oligoceno y el  plioceno, era considerablemente más grande que su pariente de hoy en día y tenía dientes mucho más grandes. Las marcas hechas por los dientes de hemipristis serra se encuentran, a menudo, en los huesos del manatí metaxytherium, lo que lleva a algunos científicos a formular la hipótesis de que hemispristis  serra se especializó en depredar a estos sirenios.
Los dientes superiores tienen coronas distalmente curvadas, los dientes gruesos no continúan hasta el ápice; la raíz está alta y comprimida. Los dientes inferiores tienen coronas no dentadas, largas, puntiagudas y lingualmente inclinadas, pequeñas cúspides cerca de la base y raíces bilobadas.
Los inusuales dientes de hemipristis serra son muy apreciados por los coleccionistas porque a menudo se encuentran en los sedimentos del sur de Florida que producen dientes de tiburón fósiles extremadamente coloridos. Sus extraordinarias dentaduras grandes lo convierten en un fósil coleccionable favorito y único.